# Teofano Ubaldo Stella
Teofano Ubaldo Stella (Cassano d'Adda, 14 luglio 1910 – Milano, 9 novembre 1978) è stato un vescovo cattolico e missionario italiano.

## Biografia
Teofano Ubaldo Stella nacque a Cassano d'Adda il 14 luglio 1910.

### Formazione e ministero sacerdotale
Sentì ancora molto giovane la vocazione al sacerdozio e per questo entrò nel seminario di Messina ove il padre, ferroviere, si era trasferito per motivi di lavoro quando questi era ancora piccolo. Nel 1925, quando il padre venne assegnato alla Milano-Torino e prese residenza stabile a Boffalora sopra Ticino, Teofano entrò nel seminario di Monza ove completò i propri studi, decidendo di entrare nell'Ordine dei carmelitani scalzi. Il 5 ottobre 1927 emise i voti solenni nel convento di Concesa.
Il 28 ottobre 1932 fu ordinato presbitero. Fu quindi inviato a Piacenza ove divenne insegnante in una scuola dell'ordine. Dal 1936 al 1940 prestò servizio come cappellano militare. Poco dopo partì come missionario per l'India, ove rimase dal 1940 al 1946, trascorrendo anche diversi anni in prigionia in campi di concentramento inglesi. Rientrato in Italia non fermò la propria vocazione all'evangelizzazione e partì alla volta del Medio Oriente dove nel 1948 fondò la missione nel Kuwait.
Il 29 giugno 1953 papa Pio XII lo nominò primo prefetto apostolico del Kuwait.
Il 4 giugno 1955 lo stesso pontefice elevò la prefettura apostolica a vicariato apostolico con la bolla Quandoquidem Christi e nominò monsignor Stella vicario apostolico del Kuwait, inizialmente senza carattere episcopale.

### Ministero episcopale

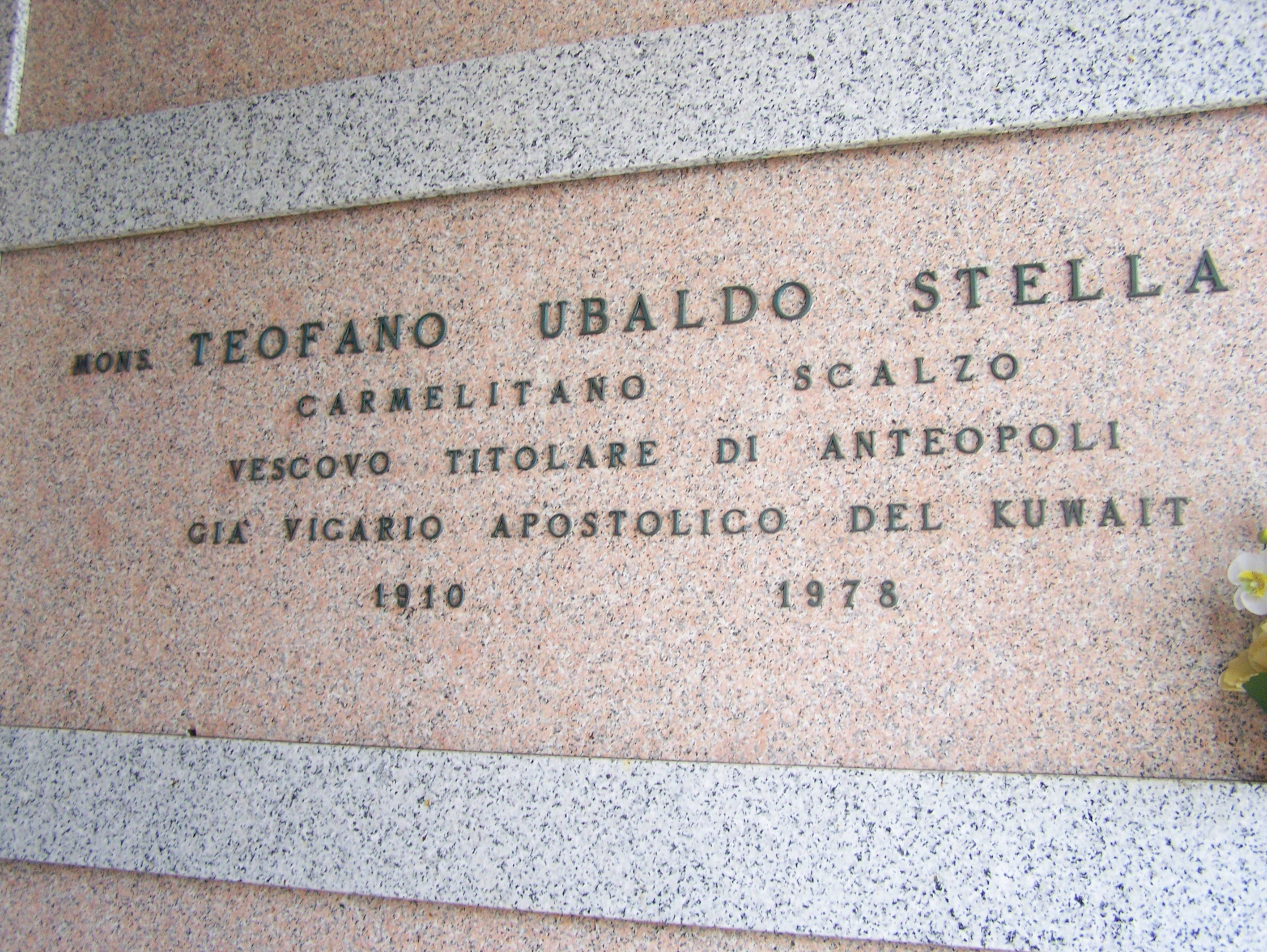
La tomba di mons. Teofano Ubaldo Stella nel cimitero di Boffalora sopra Ticino.

Il 4 giugno 1955 papa Pio XII lo nominò vescovo titolare di Anteopoli. Ricevette l'ordinazione episcopale il 3 ottobre successivo nel duomo di Milano dall'arcivescovo metropolita di Milano Giovanni Battista Montini, co-consacranti il vescovo di Lodi Tarcisio Vincenzo Benedetti e quello di Trivandrum Vincent Victor Dereere, entrambi dell'ordine dei carmelitani.
Tornò quindi in Kuwait dove avviò la costruzione della cattedrale della Santa Famiglia nel Deserto a Madinat al-Kuwait, benedicendone la prima pietra nel 1957 e consacrandola al suo completamento quattro anni dopo, il 16 marzo 1961.
Dal 1962 al 1965 fu uno dei padri conciliari del Concilio Vaticano II, prendendo parte a tutte e quattro le sessioni.
Nel marzo del 1966 papa Paolo VI accettò la sua rinuncia al governo pastorale del vicariato e tornò a Milano. Nel 1974 tentò di partire in missione alla volta del Texas ma a causa dell'età avanzata e per le frequenti malattie decise di restare definitivamente a Milano, dedicandosi alla predicazione in loco.
Morì a Milano il 9 novembre 1978 all'età di 68 anni. Dopo le esequie la salma fu tumulata nel cimitero di Boffalora sopra Ticino.

## Genealogia episcopale
La genealogia episcopale è:
- Cardinale Scipione Rebiba
- Cardinale Giulio Antonio Santori
- Cardinale Girolamo Bernerio, O.P.
- Arcivescovo Galeazzo Sanvitale
- Cardinale Ludovico Ludovisi
- Cardinale Luigi Caetani
- Cardinale Ulderico Carpegna
- Cardinale Paluzzo Paluzzi Altieri degli Albertoni
- Papa Benedetto XIII
- Papa Benedetto XIV
- Papa Clemente XIII
- Cardinale Marcantonio Colonna
- Cardinale Giacinto Sigismondo Gerdil, B.
- Cardinale Giulio Maria della Somaglia
- Cardinale Carlo Odescalchi, S.I.
- Cardinale Costantino Patrizi Naro
- Cardinale Lucido Maria Parocchi
- Papa Pio X
- Papa Benedetto XV
- Papa Pio XII
- Cardinale Eugène Tisserant
- Papa Paolo VI
- Vescovo Teofano Ubaldo Stella, O.C.D.